# Сіра акула короткоплавцева
Сіра акула короткоплавцева (Carcharhinus brevipinna) — акула з роду Сіра акула родини сірі акули. Інші назви «акула-веретено», «акула-прядильник», «акула-лічильник», «велика чорна гостроплавцева акула».

## Опис
Досягають максимальної довжини більше 3 м, при вазі до 90 кг. Проте середній розмір цієї акули — близько 2 м при вазі 50-60 кг. Самки, як правило, трохи більші за самців. Щорічний приріст, що досягла статевої зрілості, становить близько 5 см. Максимальних розмірів вона досягає до 10 — 20 рокам. Особини в Індійському океані і Індо-західній частині Тихого океану дещо більше, ніж в північно-західній Атлантиці.
Тіло струнке, обтічне, торпедоподібне з відмінною довгою мордою з конічним рилом. Очі маленькі, круглі, мається мигальна перетинка. Зуби мають вузькі і довгі центральні виступи, зазубрені у верхній щелепі і гладкі у нижній. У цієї акули 15 — 18 робочих зубів в кожній половині верхньої щелепи і 14 — 17 робочих зубів в кожній половині нижньої щелепи. В куточках рота є борозни, досить глибокі. Грудні плавці помірно короткі, вузькі, серпоподібної форми. Кіль на хвостовому плавці відсутній. Верхня лопать хвостового плавця значно більше нижньої. Передній спинний плавець дещо посунутий вперед і знаходиться за грудними плавцями. Тулуб вкрито ромбоподібною лускою.
Забарвлення — сіре або світло-сіре з боку спини і боків, іноді з бронзовим відливом. Черевна частина тіла світліша, до білої. На боці іноді проглядається світла смуга. На кінчиках другого спинного, грудних і анальних плавників зазвичай є темні плями, іноді майже чорні. Зустрічаються особини з плямами і на передньому спинному плавці. Забарвлення, розміри щелеп з віком зазнають серйозних змін, через що навіть були спроби відносити молоді і старі особини до різних видів.

## Спосіб життя
Тримається на глибині до 100 м, хоча і воліє мілину. Морський теплолюбний вид, рідко заходить у помірні широти. Зазвичай зустрічається в поверхневих горизонтах як відкритих водах морів, так і поблизу берегів, постійний мешканець коралових рифів. Це дуже моторна, гнучка й енергійна риба. Має оригінальний спосіб полювання. Потрапивши всередину косяка риб, вона починає крутитися навколо своєї осі в зграї риб з відкритим ротом і захоплює здобич, тим самим збиваючи з пантелику здобич, яка не може зрозуміти, що ж відбувається і що це за дивна істота проникла в зграю. За це акула отримала свої інші назви. Інколи під час атаки акула вистрибує з води, роблячи високі «свічки» над поверхнею.
Живиться костистою рибою, перш за все, сардиною, оселедцем, анчоусом, тунцем, скумбрією. Полює також на кальмарів, восьминогів, каракатиць і ракоподібних. Крім того, вживає падло.
Це живородна акула. Самиця народжує від 3 до 15 дитинчат. Вагітність триває 12-15 місяців, під час якої ембріони живляться через плаценту в тілі самиці. Довжина новонароджених акуленят близько 60 — 70 см. У перші місяці життя, за сприятливих умов, акуленята швидко підростають — приріст становить близько 20 см щомісяця. Потім темпи зростання різко знижуються.
Становить певний інтерес, як промисловий вид в місцях, де численна. Однак спеціалізованим промислом акули не займаються, зазвичай використовують, як прилов, під час лову промислових риб. М'ясо акули смачне, плавці, як і у більшості сірих акул є основою для делікатесного супу. Інші частини тіла теж знаходять застосування в різних сферах — від медицини до галантерейної промисловості. Має інтерес для рибалок-спортсменів.
Доволі небезпечна для людини.

## Розповсюдження
Мешкає біля узбережжя Південно-Східної Азії та в Індійському океані. В Атлантичному океані зустрічається від берегів Північної Кароліни, Флориди і Луїзіани (США), в північній частині — в районах Мексиканської затоки, Куби і Багамських островів, потім від південної Бразилії до півночі Аргентини. У східній частині Атлантичного океану — від Іспанії до Намібії, в тому числі в південних районах Середземного моря. В Індо-західній частині Тихого океану — в Червоному морі, в південній Африці і на схід до Індонезії, північній Японії, на півдні — до Австралії.